# Libro Ottavo della Metafisica
Nel Libro Ottavo della Metafisica (Eta) Aristotele chiarisce e completa alcuni argomenti trattati nel precedente settimo libro: se in questo aveva discusso dell'essere ora viene trattato più approfonditamente il tema della sostanza.
Aristotele aveva già notato come il concetto di sostanza, pur se genericamente definito in modo pressoché uniforme, presenta nei diversi filosofi notevoli differenze e ambiguità: 
«La maggior parte di coloro che per primi filosofarono ritennero che i soli principi di tutte le cose fossero quelli di specie materiale, perché ciò da cui tutte le cose hanno l'essere, da cui originariamente derivano e in cui alla fine si risolvono , pur rimanendo la sostanza ma cambiando nelle sue qualità, questi essi dicono  è l'elemento, questo il principio (arché) delle cose e perciò ritengono che niente si produce e niente si distrugge, poiché una sostanza siffatta  si conserva sempre.» 
Per Aristotele la sostanza va riferita alla materia connessa inscindibilmente con la forma nel concetto di sinolo.
Ogni materia infatti per quanto rozza e primitiva presenterà necessariamente una forma.
In questo libro si continua a trattare della materia ("sostanza debole") ma riferendola al problema del divenire, poiché non esiste mutamento senza materia. 
Il movimento locale, l'accrescimento e la diminuzione, l'alterazione sono tutti fenomeni che presuppongono l'esistenza della materia che assieme alla forma può spiegare il divenire correlandolo ai concetti di potenza ed atto: la trasformazione della possibilità in realtà attuale spiega il divenire. L'uovo fecondato è in potenza il pulcino che sarà in atto e che contiene a sua volta in potenza altre mutazioni, in un continuo passaggio dalla potenza all'atto. Ogni passaggio però deve rispondere alla condizione che sia presente all'inizio del processo un essere già in atto; per cui non vi sarà mai un passaggio dall'uovo al pulcino se prima dell'uovo non vi sia una gallina in atto.
Nella sostanza quindi convivono materia e forma in un rapporto analogo di potenza ed atto, per cui la stessa anima non è altro che materia che ha la vita in potenza.